# Vredefort (kráter)
Vredefort nebo Vredefort Dome je obří impaktní kráter nacházející se v provincii Svobodný stát v Jihoafrické republice. Město Vredefort, po kterém nese jméno, se rozkládá uvnitř kráteru. Pro svůj geologický význam byl kráter v roce 2005 zařazen do seznamu lokalit světového dědictví UNESCO.

## Vznik a struktura
Odhaduje se, že asteroid, který vytvořil kráter Vredefort, měl asi 20 až 25 km v průměru. Kráter má průměr asi 250 až 280 kilometrů, je tedy větší než Sudbury Basin (250 km, nově možná "jen" 140 km)) a mnohem mladší kráter Chicxulub (180 až 240 km), jehož původce pravděpodobně vyhladil na konci křídy dinosaury. Vredefort je tak nejstarším dosud objeveným kráterem, ačkoli v roce 2006 objevili vědci zatím nepotvrzený kráter ve Wilkesově zemi, který by měl v případě potvrzení průměr téměř 500 km. Jeho stáří se odhaduje na 2 023 ± 4 milionů let, v té době probíhalo na Zemi období proterozoika. 
Kráter má strukturu složenou z několika prstenců. Na Zemi je takových útvarů málo, protože eroze a desková tektonika mnohé z nich zničily, ale na ostatních tělesech sluneční soustavy se jich zachovalo mnohem více. Jedním z takových prstencových kráterů je i Valhalla na Jupiterově měsíci Kallisto.